# 范五老
范 五老（はん ごろう、ファン・グー・ラオ、ベトナム語：Phạm Ngũ Lão / 范五老、元豊5年（1255年） - 大慶7年（1320年）11月）は、陳朝大越の将軍。仁宗、英宗、明宗の三代に仕えた。戦場における優れた将軍として有名であり、現在においても、陳朝およびベトナム史において、最も優れた軍の指揮官であったと考えられている。

## 生涯
その才能を認めた興道王陳国峻は養女の英元郡主を范五老に嫁がせている。大越が元（モンゴル帝国）から2度目、3度目の侵攻を受けた際の、陳氏以外の数少ない将軍の一人である。元との戦争の後も、幾多の戦争で数多くの軍功を収めた。